# Cass Browne
 (mai 2009).
Si vous disposez d'ouvrages ou d'articles de référence ou si vous connaissez des sites web de qualité traitant du thème abordé ici, merci de compléter l'article en donnant les références utiles à sa vérifiabilité et en les liant à la section « Notes et références ».
Pour les articles homonymes, voir Cass et Browne.
Cassian "Cass" Browne, né le 27 septembre 1971, est un batteur et auteur anglais. Il est connu notamment pour avoir été le batteur des groupes Senseless Things de 1986 à 1995 et Gorillaz de 2001 à 2012.

## Biographie
Cass Browne commence sa carrière de musicien en tant que batteur du groupe The Psychotics, qui devient Senseless Things en 1986. Le groupe se sépare en 1995, et Cass forme un nouveau groupe, Delakota, qui tourne quelques années. Jamie Hewlett, futur dessinateur du groupe Gorillaz, connaissait Cass car il avait conçu plusieurs pochettes d'albums pour Senseless Things. Damon Albarn, le compositeur du projet, l'invite à se joindre à celui-ci, en tant que batteur mais également scénariste et dialoguiste (les deux hommes se connaissent depuis la fin des années 80). Cass se charge d'écrire en grande partie l'histoire des membres virtuels du groupe, dessinés par Hewlett, et également de développer leur personnalité dans les dialogues des différents clips vidéo, broadcasts et autres interviews les mettant en scène. Ainsi, il écrit en grande partie Rise of The Ogre, biographie virtuelle du groupe, dont il est également directeur de projet. Par ailleurs, il est également chargé du branding de certains projets du groupe, comme par exemple les collaborations avec Converse ou encore Microsoft. Il quitte le groupe en 2012, après la tournée Escape To Plastic Beach Tour.
Cass Browne collabore aussi avec Damon Albarn pour son album Mali Music, sorti en 2002. Depuis 2016, il joue dans un nouveau groupe, Deadcuts, où il retrouve Mark Keds, ancien leader de Senseless Things.